# Kompensacja (demografia)
Kompensacja, kompensacja urodzeń – wyrównywanie strat demograficznych (wynikających z wojen i kataklizmów) następującym po nim zwiększonym przyrostem demograficznym.
Przykładem zjawiska kompensacji demograficznej może być wzrost liczby urodzeń w Polsce po II wojnie światowej na skutek odkładania decyzji o ślubach i posiadaniu dzieci w czasie wojny.

## Historia pojęcia
Jako jednego z pierwszych naukowców odwołujących się do kompensacji demograficznej wymienia się P. E. Levasseura. W Polsce koncepcję tę opisał Edward Rosset wyróżniając dwie fazy procesów ludnościowych związanych z wojną: okres destrukcyjny (w czasie wojny: zmniejszenie liczby ślubów, urodzeń) i okres kompensacyjny (tuż po wojnie: wzrost ślubów i urodzeń, wyższy niż w okresach pokoju).